# خط هادسن
خط هادسِن (انگلیسی: Hudson Line) یکی از خط‌های مترو-راه‌آهن شمال در ایالت نیویورک، آمریکا است.
این خط دارای ۲۹ ایستگاه و ۱۱۹ کیلومتر طول است و در شهر نیویورک و شهرستان‌های وستچستر، پوتنام و داچس ایستگاه دارد.

## نگارخانه

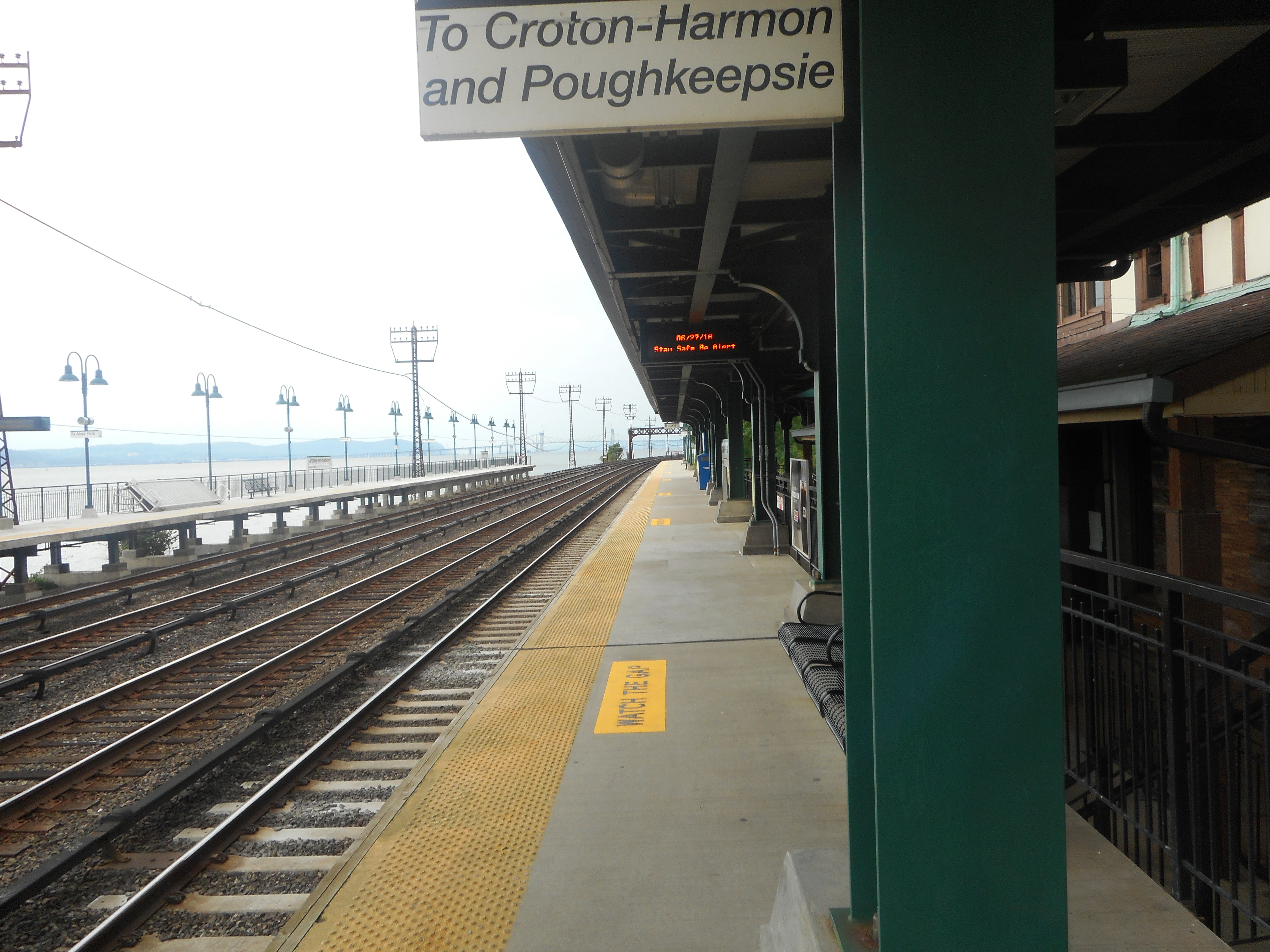
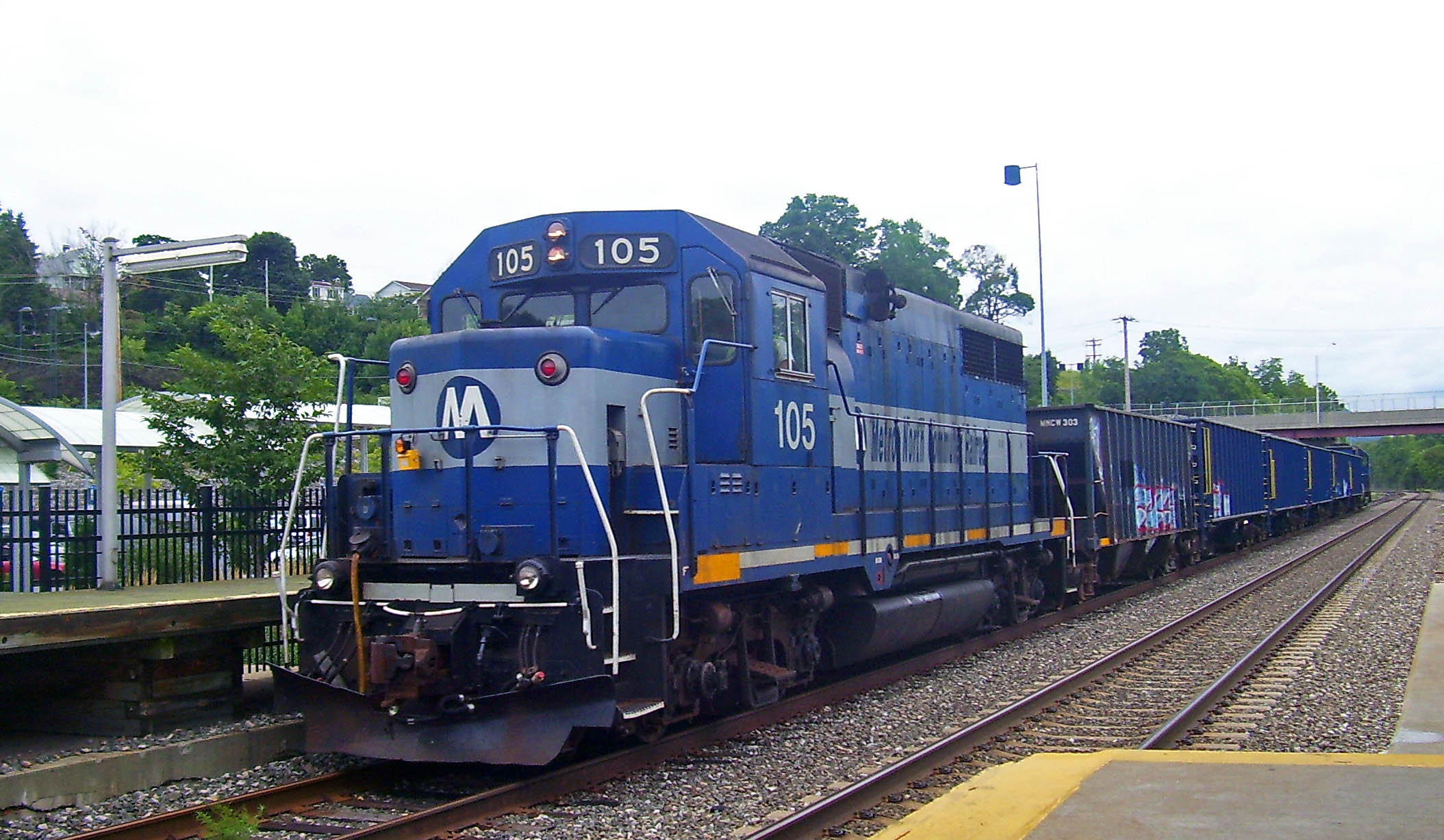
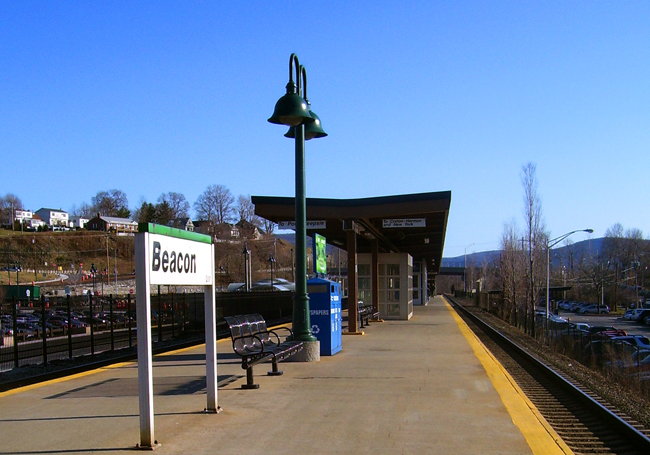
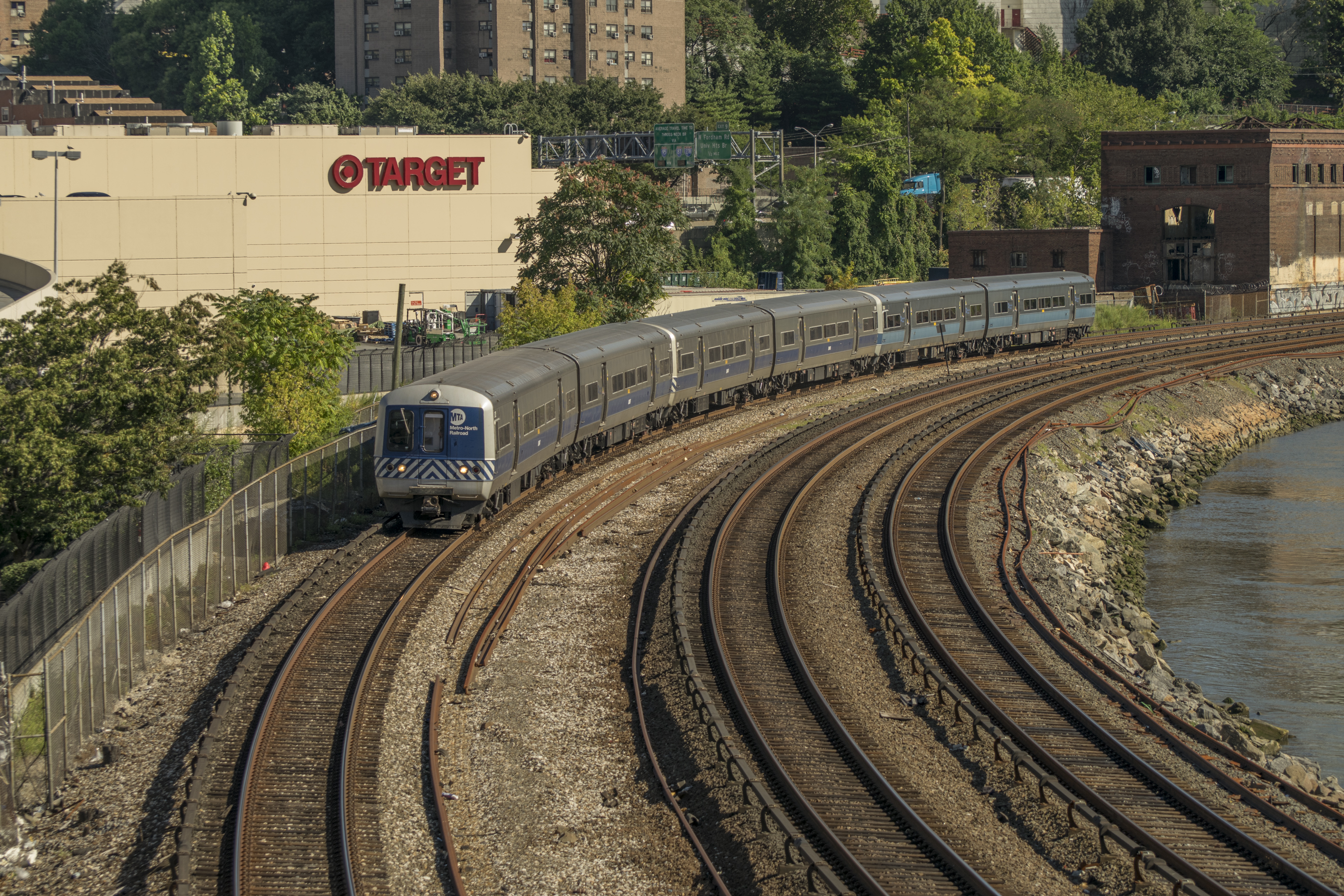